# Ring (Gary Burton)
Ring is een studioalbum van Gary Burton met zijn kwintet, aangevuld met Eberhard Weber. Burton en Weber werden tezamen gebracht door muziekproducent en baas van ECM Records Manfred Eicher. Hij vond hun muziek wel bij elkaar passen. Zij trokken op 23 en 24 juli 1974 de Tonbauer Studio in Ludwigsburg in om dit album op te nemen. Er zouden een aantal concerten en opnamen van de twee volgen. Op het album speelde tevens een jonge en dan nog vrijwel onbekende fusiongitarist mee met de naam Pat Metheny. Burton en Goodrick waren daarbij docenten op Berklee College of Music, Metheny was er leerling.
Het hoesontwerp was van Tadayuki Naitoh, een Japanse fotograaf gespecialiseerd in jazzmusici, zoals Miles Davis.

## Musici
- Gary Burton – vibraharp
- Mick Goodrick, Pat Metheny – gitaar
- Steve Swallow – basgitaar
- Bob Moses – slagwerk

Met
- Eberhard Weber - contrabas (een speciaal voor hem ontworpen versie)

## Muziek
| Nr. | Titel                            | Duur  |
| --- | -------------------------------- | ----- |
| 1.  | Mevlevla (Goodrick)              | 6:00  |
| 2.  | Unfinished sympathy (Mike Gibbs) | 3:04  |
| 3.  | Tunnel of love (Mike Gibbs)      | 5:33  |
| 4.  | Intrude (Mike Gibbs)             | 4:52  |
| 5.  | Silent spring (Carla Bley)       | 10:35 |
| 6.  | The colours of Chloë (Weber)     | 7:12  |